# Подводные лодки типа I-51
Подводные лодки типа I-51 (яп. 伊号第五十一潜水艦), также известные как тип «KD2» — серия японских дизель-электрических подводных лодок 1920-х годов. Созданы на основе германских подводных лодок периода Первой мировой войны, планировалось построить шесть лодок этого типа, однако после заключения Вашингтонского морского соглашения строительство пяти из них было отменено. Единственная вошедшая в строй подводная лодка этого типа оставалась на вооружении до начала Второй мировой войны, с 1940 года используясь как учебная. Окончательно снята с вооружения она была в 1942 году и пережив войну, была пущена на слом в 1948 году.

## Представители
| Заводской номер               | Судоверфь                     | Дата закладки                 | Спуск на воду                 | Ввод в строй                  | Судьба                                      |
| ----------------------------- | ----------------------------- | ----------------------------- | ----------------------------- | ----------------------------- | ------------------------------------------- |
| № 51 с 1924 I-52 с 1942 I-152 | верфь флота, Куре             | 6 апреля 1921                 | 29 ноября 1921                | 20 июня 1924                  | списана 14 июля 1942, пущена на слом в 1948 |
| № 52 — № 56                   | строительство отменено в 1922 | строительство отменено в 1922 | строительство отменено в 1922 | строительство отменено в 1922 | строительство отменено в 1922               |